# Reiner Ferreira
Reiner Ferreira Correa Gomes (San Paolo, 17 novembre 1985) è un ex calciatore brasiliano, di ruolo difensore.